# La Traversée (Tixier)
Pour les articles homonymes, voir La Traversée.
La Traversée est un roman jeunesse du Français Jean-Christophe Tixier publié en 2015 par les éditions Rageot.
Il parle de migrants qui veulent quitter leur pays pour rejoindre l'Europe. Mais ils sont entrés dans une tempête qui va peut-être les tuer.

## Résumé
Seyba, dit « Sam », un adolescent africain qui rêve d'une vie meilleure, suit la route des migrations illégales vers l'Europe, qui passe par la Libye et la Méditerranée.